# Papy Djilobodji
El Hadji Papy Mison Djilobodji, född 1 december 1988, är en senegalesisk fotbollsspelare som spelar för Gaziantep. Djilobodji spelar antingen som mittback eller som defensiv mittfältare.

## Karriär

### Nantes
Djilobodji gjorde sin debut för Nantes, som då höll till i Ligue 2, den 14 maj 2010. Djilobodji tillhörde Nantes i fem år (till 2015), då många engelska klubbar började väcka sitt intresse av honom. Han lämnade sedan Nantes den sommaren med rekordstatistiken 171 matcher och nio mål.

### Chelsea
Den 1 september 2015 värvades Djilobodji av Chelsea, där han skrev på ett fyraårskontrakt. Men efter en halvt besviken Djilobodji som bara fick möjlighet till inhopp i ligacupen, så lånades han i januari 2016 ut till tyska Werder Bremen.

### Werder Bremen
Han gjorde sin debut där endast tre dagar senare i en 3-1-vinst mot Schalke 04. Första målet för klubben skulle komma den 13 februari (2016) mot Hoffenheim, då han kvitterade till 1-1 trettonde minuten, vilket även skulle bli slutresultatet. I sin sista match för laget skulle han även rädda sitt lag från en nedflyttning, genom att näta i slutskedet av matchen och säkra en vinst mot Eintracht Frankfurt. 

### Sunderland
Efter att låneavtalet hade tagit slut så värvades han av Sunderland, på en summa runt 8 miljoner pund. Den 31 augusti 2017 lånades Djilobodji ut till franska Dijon över säsongen 2017/2018.